# Крістін Бомсма
Крістін Бомсма (нід. Christien Boomsma; 4 січня 1969, Леуварден) — нідерландська письменниця, редакторка, журналістка та колумністка. Авторка книжок для дорослих і дітей у жанрах наукової фантастики, фентезі та жахів. Працює також редакторкою і колумністкою в журналі, пише наукові статті на історичні теми.

## Біографія
Народилася 4 січня 1969 року у Леувардені, провінція Гронінген, молодшою із шести дітей. До 9 років мешкала у фрисландському місті Берлікум, пізніше переїхала до Нордбергума. У 18 років Крістін переїхала до Гронінгена, де вступила на історичний факультет Гронінгенського університету. Протягом навчання підробляла фрилансом в університетському виданні UK, також писала статті для університетського часопису для випускників та іноді — до журналів Trouw, Dagblad van het Noorden та ін. Після захисту дипломної роботи, у 1993—1998 роках працювала у Фризійському інституті. З 1998 року працює редакторкою університетського видання UK.
Двічі, у 2004 та 2006 роках, здобула Премію Гарленда за краще оповідання. У наступних роках неодноразово була членкинею журі даної премії.
Дебютний роман Крістін Бомсма Zus voor één nacht (укр. Сестра на одну ніч) вийшов 2009 року у видавництві De Vier Windstreken. У наступні кілька років вийшли романи De heks van de bibliotheek (укр. Відьма з бібліотеки), Een stem in glas (укр. Голос у стакані) та Watergeheimen (укр. Водяні секрети). У травні 2012 року Крістін Бомсма, разом із Тайсом Тенгом, Мартейном Ліндебомом, Б'янкою Мастенбрук і археологом із Гронінгена Гертом Кортекаасом, видали збірку оповідань Schatten uit de Schaduw (укр. Скарби з Тіні), а в червні 2012 року вийшов з друку її п'ятий роман Spookbeeld (укр. Містична картина). 2015 року вийшла перша книжка із серії «Приховані сили» під назвою Vuurdoop (укр. Хрещення вогнем).
У 2010 році роман Zus voor één nacht перекладений і опублікований угорською мовою.
Крістін Бомсма була одружена, розлучилася у 2015 році. Народила доньок, мешкає у селі Грейпскерк коло Гронінгена.